# 슬리프 다이어리

슬리프 다이어리 예시 레이아웃

슬리프 다이어리(sleep diary) 또는 수면 일기는 일반적으로 몇 주에 걸쳐 개인의 수면 시간과 깨어난 시간을 관련 정보와 함께 기록한 것이다. 이는 스스로 보고하거나 간병인이 기록할 수 있다.
수면 일기, 즉 수면 기록은 의사와 환자가 사용하는 도구이다. 이는 특히 일주기 리듬 수면 장애의 진단 및 치료, 이러한 수면 장애 및 기타 수면 장애의 치료 성공 여부를 모니터링하는 데 유용한 자원이다.
슬리프 다이어리는 액티그래피와 함께 사용될 수 있다.
슬리프 다이어리는 의료 전문가가 수면 문제를 진단하는 데 유용한 도구일 뿐만 아니라 개인이 자신의 수면에 영향을 미치는 매개변수를 더 잘 인식할 수 있도록 도와준다. 이 데이터만으로도 사람들이 숙면을 취하는 데 도움이 되는 것이 무엇인지 자가 진단하는 데 도움이 될 수 있다.

## 같이 보기
- 꿈일기